# Вайтинг (Мен)
Вайтинг (англ. Whiting) — місто (англ. town) в США, в окрузі Вашингтон штату Мен. Населення — 482 особи (2020). Місто було названо на честь Тейта Вайтинга, одного з перших поселенців. До цього місто мало назву Оренджтаун.

## Географія
За даними Бюро перепису США, місто має загальну площу 52,07 квадратних миль (134,86 км²), з них 46,74 квадратних милі (121,06 км²) - це земля, а 5,33 квадратних миль (13,80 км²) - вода.

## Демографія
Згідно з переписом 2010 року, у місті мешкало 487 осіб у 206 домогосподарствах у складі 145 родин. Було 378 помешкань
Расовий склад населення:
| - 93,6 % — білих - 2,3 % — азіатів - 1,2 % — корінних американців - 0,2 % — чорних або афроамериканців |

До двох чи більше рас належало 1,8 %. Частка іспаномовних становила 1,2 % від усіх жителів.
За віковим діапазоном населення розподілялося таким чином: 21,1 % — особи молодші 18 років, 63,9 % — особи у віці 18—64 років, 15,0 % — особи у віці 65 років та старші. Медіана віку мешканця становила 48,0 року. На 100 осіб жіночої статі у місті припадало 98,0 чоловіків;  на 100 жінок у віці від 18 років та старших — 93,0 чоловіків також старших 18 років.
Середній дохід на одне домашнє господарство  становив 59 523 долари США (медіана — 47 083), а середній дохід на одну сім'ю — 70 174 долари (медіана — 56 250). Медіана доходів становила 59 205 доларів для чоловіків та 39 167 доларів для жінок. За межею бідності перебувало 3,4 % осіб, у тому числі 3,4 % дітей у віці до 18 років та 2,1 % осіб у віці 65 років та старших.
Цивільне працевлаштоване населення становило 148 осіб. Основні галузі зайнятості: освіта, охорона здоров'я та соціальна допомога — 44,6 %, виробництво — 11,5 %, сільське господарство, лісництво, риболовля — 9,5 %, мистецтво, розваги та відпочинок — 8,8 %.

## Економіка
У місті діє одна зона заправки та зупинка відпочинку. Є також невеликий сувенірний магазин. Біля води знаходиться готель та кафе.